# Austropyrgus eumekes
Austropyrgus eumekes е вид коремоного от семейство Hydrobiidae.

## Разпространение
Видът е разпространен в Австралия (Виктория).